# Hermes Luaces
Hermes Luaces (Madrid, 1975) es un compositor español.

## Biografía
Se formó en el Real Conservatorio Superior de Música de Madrid donde se graduó con el premio fin de carrera en composición y en la Universidad Autónoma también de Madrid, donde se licenció en ciencias físicas. En su etapa de formación estudió con diferentes profesores: piano con Miriam de Agustín y Alberto Gómez; armonía y análisis musical con Enrique Igoa, Enrique Blanco, Rafael Eguílaz y Alicia Díaz de la Fuente y composición con Manuel Martínez Burgos, Antón García Abril, José Luis Delás y Mauricio Sotelo. 
Participó en numerosos cursos internacionales (Injuve, Acanthes entre otros).  Como compositor, ha trabajado con numerosas formaciones musicales como la orquesta de la Radio Televisión Española, la Joven Orquesta de Andalucía, la Orquesta Filarmónica de Bacau (Rumanía) y los ensembles Courtcircuit (París), Proyecto Guerrero (Madrid), Taller Sonoro (Sevilla), Grupo Instrumental de Valencia y Vortex (Ginebra). También ha trabajado con algunos solistas como Alberto Rosado, Ignacio Torner, Mario Prisuelos y Manuel Guillén.

## Premios
En 2004 y 2005 obtuvo el premio del CDMC (centro para la difusión de la música contemporánea) para jóvenes compositores.
En 2007 fue finalista del premio fundación autor. En 2008, el premio del museo George Enescu de música de cámara.  
En octubre de 2011 obtuvo el Premio Reina Sofía de Composición Musical por la obra para orquesta Agujeros negros que interpretó la Orquesta Sinfónica de la RTVE en el Teatro Monumental de Madrid en octubre de 2011. 

## Obras

### Sinfónicas
- Piedra (2004)
- En la hoguera sin lumbre (2005)
- Música para cuerdas (2006)
- Agujeros negros (2009)
- Sinfonía n.º 1, Desde el abismo (2010)
- Sinfonía n.º 2 (2012)
- Anatomías del remolino, concierto para percusión, coro y orquesta (2014)

### Música escénica
- Compañeros de viaje . Drama musical basada en la novela de Haruki Murakami Sputnik, mi amor.

### Para grupo de cámara
- Cuarteto de cuerda (2002)
- Octeto (2002)
- Punto de fuga (2005)
- Esquejes (2005)
- Quinteto I (2006)
- Quinteto II (2007)
- El rumor de las sombras (2008)
- Música para dos pianos y dos percusiones(2008)
- Cortocircuito (2009)[6]
- Cielo e infierno (2010)
- Cuarteto de cuerda nº 1(2016)
- Mil auroras florecen sobre tus manos(2017)

### Tríos
- Pour Vortex (2008)
- Rondas del alma(2013)

### Dúos
- 3 poemas para flauta y guitarra (2002)
- Música para ocho cuerdas para Vl y Vc (2006)
- Partition solo (2004) para órgano y recitador sobre un poema de Mohmaud Darwich
- Tres recuerdos del cielo (2004) para órgano y recitador sobre un poema de Rafael Alberti

### Instrumentos a solo
- Estelas en el tiempo (2001) para piano
- El sol escapa a través de las hojas (2003) para piano
- Lux in silentium (2007) para piano
- Paisajes emocionales (2009) para piano[7]
- El océano contra las rocas (2010) para Vc
- 12 preludios (2011) para piano

### Música electrónica
- In density (2002), homenaje a Edgar Varèse
- Ooño (2010)
- Sonata para violín solo (2011) Sobre un poema de Ángel González
- Retrato sonoro de Haruki Murakami (2012).[8]